# Ivanna Klympouch-Tsintsadzé
Pour les articles homonymes, voir Tsintsadzé.
Ivanna Klympouch-Tsintsadzé (ukrainien : Іванна Климпуш-Цинцадзе ; née le 5 juillet 1972) est une femme politique et journaliste ukrainienne, ancienne vice-Première ministre chargée de l'intégration européenne et euro-atlantique de l'Ukraine.

## Biographie
Ivanna Klympouch-Tsintsadzé est née le 5 juillet 1972 à Kiev en Ukraine. Elle est la fille de Iaroslava et Orest Klympouch.

## Vie privée
Ivanna Klympouch-Tsintsadzé est mariée à Artchil Tsintsadzé. Elle a deux filles : Solomia et Mélania.